# Evan Atotputernicul
Evan Atotputernicul (titlu original: Evan Almighty) este un film american din 2007 produs și regizat de Tom Shadyac. Rolurile principale au fost interpretate de actorii Steve Carell, Morgan Freeman, Lauren Graham și John Goodman. Este scris de Steve Oedekerk, pe baza unor personaje create de Steve Koren și Mark O'Keefe pentru filmul original, Bruce Almighty -  Dumnezeu pentru o zi.

## Distribuție
- Steve Carell - Evan Baxter
- Morgan Freeman - God
- Lauren Graham - Joan Baxter, Evan's wife.
- John Goodman - Congressman Chuck Long, Evan's greedy boss.
- Johnny Simmons - Dylan Baxter, Evan and Joan's oldest son
- Graham Phillips - Jordan Baxter, the middle son
- Jimmy Bennett - Ryan Baxter, the youngest son
- Wanda Sykes - Rita, Evan's assistant
- John Michael Higgins - Marty, Evan's chief of staff
- Jonah Hill - Eugene Tennanbaum, one of Evan's staffers
- Molly Shannon - Eve Adams
- Harve Presnell - Congressman Burrows
- Jon Stewart - himself
- Catherine Bell - Susan Ortega (nemenționată)
- Dean Norris - Officer Collins
- Maile Flanagan - Mail Carrier
- Lisa Arch și Simon Helberg - staffers
- David Barrera și Ed Helms - Ark reporters
- Ruth Williamson - vecin
- Jim Doughan - vecin
- Michael Roper - Congressional Reporter
- Emily Eby - Animal Wrangler
- Bart the Bear 2 and Honey Bump - bears

## Producție
Filmările au început în ianuarie 2006. Cheltuielile de producție s-au ridicat la 175 milioane $. Scene ale filmului au fost turnate în diverse locuri din Virginia, inclusiv zone din și de lângă Crozet, Waynesboro, Richmond, Charlottesville și Staunton, deși unele filmări au avut loc la Universal Studios din Hollywood, California.

## Primire
A avut încasări de 173,4 milioane $.